# Christian Martin (Scrabble)
Pour les articles homonymes, voir Christian Martin.
Christian Martin (né à Lyon en 1977[source insuffisante]) est un joueur français de Scrabble. Il est affilié au club du Bouscat (banlieue bordelaise) depuis 2003.
En 2007, il intègre l'Equipe de France de scrabble duplicate.
En 2008, il remporte le Championnat du monde en paires avec son camarade de club Dominique Le Fur.
En 2009, il intègre la super série - classement qui regroupe les 30 meilleurs scrabbleurs du monde - à la 23e place. La même année - au sein de l'équipe élite de son club - il devient vice-champion d'Europe interclubs.
En 2016, il fait partie de l'équipe gagnante des Interclubs européens.

## Palmarès
- Champion régional (Aquitaine) : 2007, 2018
- Champion du monde par paires (avec Dominique Le Fur) : 2008 (Dakar)
- Vice-champion de France en blitz : 2013 (Mandelieu)